# Детройтський університет Мерсі
Детройтський університет Мерсі (англ. University of Detroit Mercy) — приватний римо-католицький університет у Детройті, штат Мічіган. Його спонсорами є Товариство Ісуса (Єзуїти) та Сестри милосердя. Університет був заснований у 1877 році і є найбільшим католицьким університетом у Мічигані. Університет пропонує понад 100 програм для отримання академічного ступеню.
У галузі спорту університет спонсорує 17 спортивних змагань першого дивізіону Національної асоціації студентського спорту для чоловіків і жінок. Заклад є членом Ліги «Горайзон».

## Історія
Історія Детройтського університету Мерсі почалась в 1877 році, коли Товариство Ісуса заснувало Детройтський коледж неподалік від центру Детройта під керівництвом єзуїтського прелата Джона Баптіста М'єжа. У 1911 році коледж став Детройтським університетом, а в 1927 році Джон П. Макніколс, тодішній президент Детройтського університету, заснував друге студмістечко, що стало відомим своєю іспанською архітектурою та великими в'язами. У 1941 році Сестри милосердя відкрили Детройтський коледж милосердя (милосердя англійською — мерсі (англ. mercy), звідси і частина назви університету). Обидва заклади мали великий успіх і виховали багатьох видатних випускників.
Серед відомих випускників — політичні та бізнес-лідери, такі як сенатор США Гері Пітерс і колишній генеральний директор американського автоконцерну Ford Джим Паділья. У 1990 році, незважаючи на певний спротив, ці два заклади об'єдналися в Детройтський університет Мерсі. Після об'єднання випускниками університету були такі відомі особи, як американський актор Кіган-Майкл Кі та ведуча новин  Еллісон Пейн.
У липні 2022 року Дональда Тейлора призначили 26-м президентом університету.

## Рейтинги
В рейтингу американських університетів на 2024 рік, що складається виданням US News & World Report, Детройтський університет Мерсі посів 185 місце. В рейтингу «Навчальний заклад з найкращою цінністю», який також складається US News & World Report, університет обійняв 31 місце. В рейтингу навчальних закладів з найкращою програмою з інжинірингу, що також складається US News & World Report, університет перебуває в діапазоні від 190 до 208 місць.
В рейтингу коледжів на 2024 рік, що складається виданням The Wall Street Journal, Детройтський університет Мерсі посів 52 місце. В рейтингу видання Forbes за 2023 рік університет посів 334 місце. В рейтингу американських університетів видання Washington Monthly за 2023 рік Детройтський університет Мерсі посів 310 місце.

## Вступна статистика
Видання US News & World Report вважає Детройтський університет Мерсі «вибірковим». В 2023 році Детройтський університет Мерсі зарахував 91 % абітурієнтів, що подали заяви на вступ до університету. З тих, хто скористався попереднім прийманням заяв, було зараховано 84,7 % відсотків. Половина абітурієнтів, прийнятих до університету, які подали результати тесту, мають оцінку SAT в діапазоні від 960 до 1208 або оцінку ACT — в діапазоні від 21 до 26. Однак одна чверть прийнятих абітурієнтів отримала результати вище цих діапазонів, а одна чверть — нижче цих діапазонів.

## Навчання та дослідження

### Коледжі
Детройтський університет Мерсі складається з семи коледжів і шкіл: Школа архітектури та розвитку громади, Коледж бізнес-адміністрування, Стоматологічна школа, Інженерно-науковий коледж, Коледж медичних професій/Школа медсестер Маколі, Школа права та Коледж вільних мистецтв і педагогіки.

### Ступені та спеціальності
Найпопулярнішими спеціальностями бакалаврату в Детройтському університету Мерсі серед випускників 2021 року були дипломована медсестра/дипломована медсестра, біологія/біологічні науки, бізнес-адміністрування та менеджмент, архітектура та будівництво, гігієна ротової порожнини/гігієніст, машинобудування.
Університет пропонує, зокрема, наступні бакалаврські та магістерські ступені:
| Ступінь                                                                             | Сфера знання |
| ----------------------------------------------------------------------------------- | --- |
| Бакалавр наук                                                                       | Дослідження залежних станів, архітектура, біологія, біохімія, хімія, екологічний інжиніринг, інформатика, кримінальна юстиція, математика |
| Бакалавр мистецтв                                                                   | театральне мистецтво, релігієзнавство, психологія, психологія розвитку, психологія управління, політологія, філософія, історія, англійська мова, фінансова економіка, економіка, комунікаційні дослідження                                                                                 |
| Бакалавр бізнес-адміністрування                                                     | Бухгалтерський облік, бізнес-адміністрування |
| Бакалавр архітектурної інженерії                                                    | Архітектурна інженерія |
| Бакалавр наук в архітектурі                                                         | Архітектура |
| Бакалавр цивільного будівництва                                                     | Цивільне будівництво |
| Бакалавр електротехніки                                                             | Електротехніка |
| Бакалавр наук в адмініструванні послуг охорони здоров'я                             | Охорона здоров'я |
| Бакалавр машинобудування                                                            | Машинобудування |
| Бакалавр сестринської справи                                                        | Cестринська справа |
| Бакалавр соціальної роботи                                                          | Соціальна робота |
| Бакалавр робототехніки та інжинірингу мехатронічних систем                          | Робототехніка, мехатроніка |
| Бакалавр наук гігієни ротової порожнини                                             | Гігієна ротової порожнини |
| Бакалавр наук комп'ютерних інформаційних систем                                     | Комп'ютерні та інформаційні системи (кібербезпека) |
| Магістр мистецтв                                                                    | Дослідження залежних станів, клінічне консультування з питань психічного здоров'я, кримінальна юстиція, фінансова економіка, клінічна психологія, психологія управління, релігієзнавство, педагогічне консультування                                                                       |
| Магістр наук                                                                        | Прикладна аналітика даних, кібербезпека, ендодонтія, етичне лідерство, ортодонтія, парадонтологія, фельдшерська справа, технічне управління, кіберінженерія транспортних засобів |
| Подвійні ступені                                                                    | Сфера знання |
| Бакалавр бізнес-адміністрування/Магістр бізнес-адміністрування                      | Бухгалтерський облік; бізнес-адміністрування |
| Бакалавр архітектури/магістр архітектури                                            | Архітектура |
| Бакалавр наук біохімії та екологічного інжинірингу/Магістр екологічного інжинірингу | Біохімія/екологічний інжиніринг |
| Бакалавр наук/Доктор хірургічної стоматології                                       | Біологія/хірургічна стоматологія |
| Бакалавр наук/Магістр екологічного інжинірингу                                      | Біологія/екологічний інжиніринг; хімія/екологічний інжиніринг |
| Бакалавр наук/Магістр наук                                                          | Біологія/фельдшерська справа (асистування лікарю);Комп'ютерні та інформаційні системи (кібербезпека) /забезпечення цілісності та безпеки інформації; Комп'ютерні та інформаційні системи (кібербезпека) /аналітична розвідка; Кримінальна юстиція/аналітична розвідка; Фельдшерська справа |
| Бакалавр наук/Магістр мистецтв                                                      | Кримінальна юстиція |
| Бакалавр мистецтв/Магістр мистецтв                                                  | Психологія управління; фінансова економіка |
| Бакалавр мистецтв/Магістр екологічного інжинірингу                                  | хімія/екологічний інжиніринг |
| Бакалавр мистецтв/Магістр мистецтв в економіці                                      | Економіка |
| Бакалавр архітектурної інженерії/Магістр цивільного будівництва                     | Архітектурна інженерія/Цивільне будівництво |
| Бакалавр мистецтв/Екологічний інжиніринг                                            | Хімія/екологічний інжиніринг |
| Бакалавр мистецтв/Доктор хірургічної стоматології                                   | Хімія/хірургічна стоматологія |
| Бакалавр права/Доктор юриспруденції                                                 | Право |
| Бакалавр цивільного будівництва/магістр цивільного будівництва                      | Цивільне будівництво |
| Бакалавр інформатики/Магістр програмної інженерії                                   | Інформатика/Програмна інженерія |
| Бакалавр електротехніки/Магістр електротехніки та комп'ютерної інженерії            | Електротехніка/Комп'ютерна інженерія |
| Бакалавр наук/Магістр з адміністрування послуг охорони здоров'я                     | Охорона здоров'я |
| Бакалавр машинобудування/Магістр машинобудування                                    | Машинобудування |
| Бакалавр робототехніки та інжинірингу мехатронічних систем/Магістр електротехніки   | Робототехніка та мехатроніка/Електротехніка |

### Архів аболіціоністів-афроамериканців
Архів аболіціоністів-афроамериканців — це цифрова колекція понад 800 промов афроамериканців, що датуються періодом до громадянської війни в США. Колекція також включає 14 000 документів, велику бібліотеку мікрофільмів, систематизовану збірку витягів, бібліотеку наукових книг, статей і дисертацій, що дають уявлення про участь афроамериканців в аболіціоністському русі. Доктор Джеймс О. Гортон із Проекту афроамериканських спільнот Смітсонівського інституту назвав цю колекцію «найширшою колекцією першоджерел про довоєнний активізм афроамериканців».

### Латиноамериканський архів солідарності Карні
Латиноамериканський архів солідарності ім. падре Ґуаделупе Карні містить колекцію книг іспанською та англійською мовами, звітів про права людини, незалежних газет та інформаційних бюлетенів, а також документів про соціальну справедливість, які представляють понад 25 років праці окремих людей та організацій, які солідарно працюють, щоб допомогти народам Латинської Америки.

### Центр соціального підприємництва
Центр соціального підприємництва працює над розвитком потенціалу підприємств Детройта, які мають соціальну місію, тобто окрім звичайних бізнес-цілей, вони прагнуть створювати соціальне благо у своїй громаді. Основною послугою центру є Програма стимулювання, яка являє собою очні семінари для соціальних організацій на ранній стадії розвитку.

### Стоматологічні клініки
Стоматологічна школа забезпечує громаду кількома стоматологічними і спеціальними клініками, у тому числі мобільною клінікою, розташованою в індивідуальному автофургоні. Оскільки клініки є студентськими клінічними програмами (де студенти-лікарі надають лікування під наглядом ліцензованих стоматологів факультету), послуги можуть пропонуватися за зниженою ціною.

### Детройтський центр колаборативного дизайну
Детройтський центр колаборативного дизайну — це багатопрофільна некомерційна архітектурна та проектувальна фірма в Школі архітектури.

### Інститут північнокорейських досліджень
Інститут північнокорейських досліджень — це безсторонній некомерційний дослідницький центр у Сполучених Штатах, заснований у Коледжі бізнес-адміністрування Детройтського університету Мерсі у квітні 2004 року. Інститут вважається першим дослідницьким центром у Сполучених Штатах чи Європі, який зосереджується виключно на Північній Кореї. Інститут організовує семінари та публікує дослідження та монографії у співпраці з видавництвом McFarland and Company, Inc., Publishers. Міжнародним та міждисциплінарним науковим журналом центру є North Korean Review.

## Студмістечко
Університет має три студмістечка (кампуси) в місті Детройт:

### Макніколз-кампус
Кампус розташований на північному заході Детройта (біля університетського району, районів Пілігрим-Віллідж і Палмер-Вудс). Більшість частина навчання на бакалаврських та магістерських програмах університету проходить в цьому студмістечку. Тут також розсташовані головна адміністрація університету та спортивні споруди, такі як багатоцільова спортивна арена Каліган-хол. Тут також розташовані всі шість студентських гуртожитків.

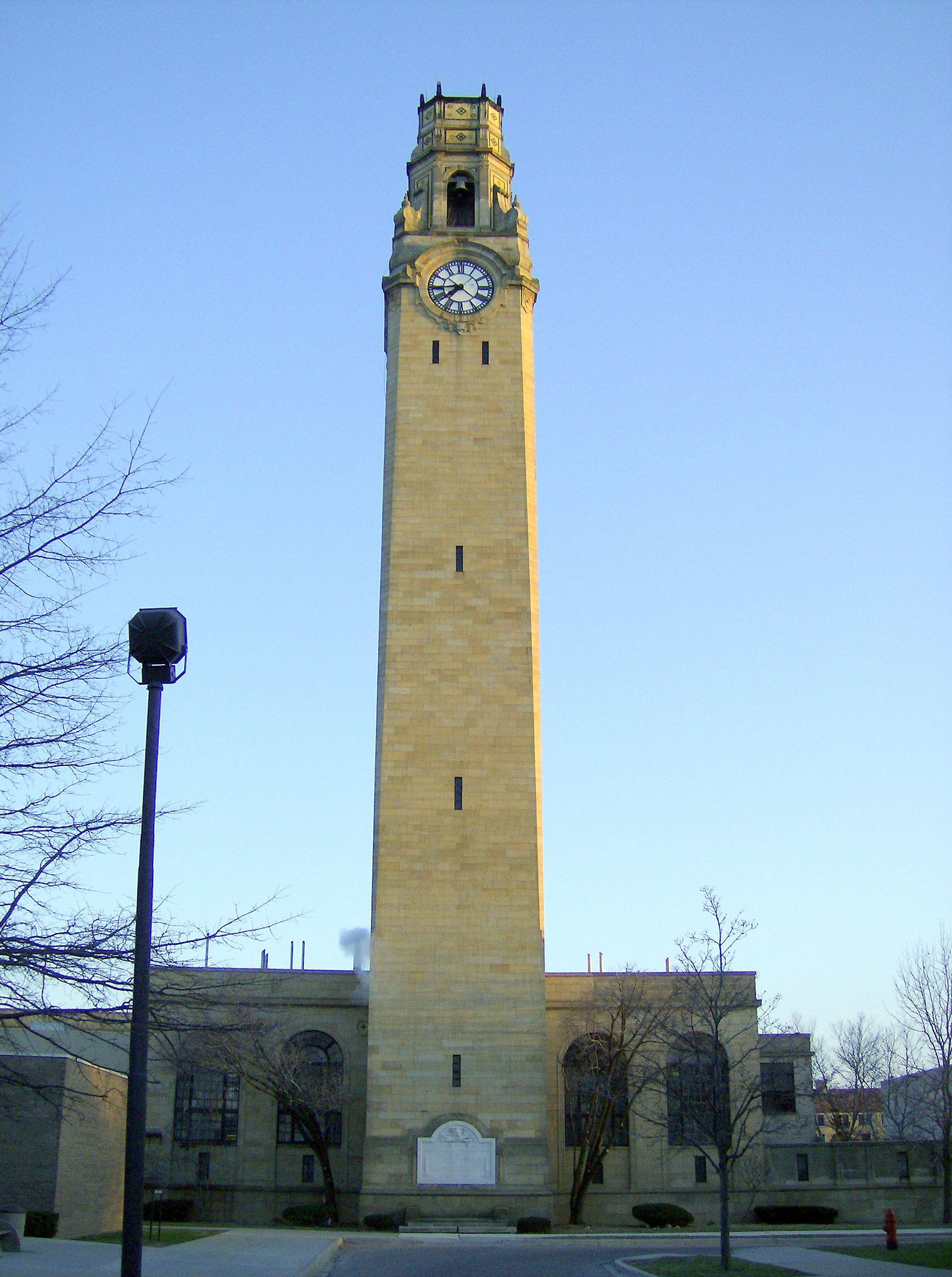
Годинникова вежа-меморіал Першої світової війни
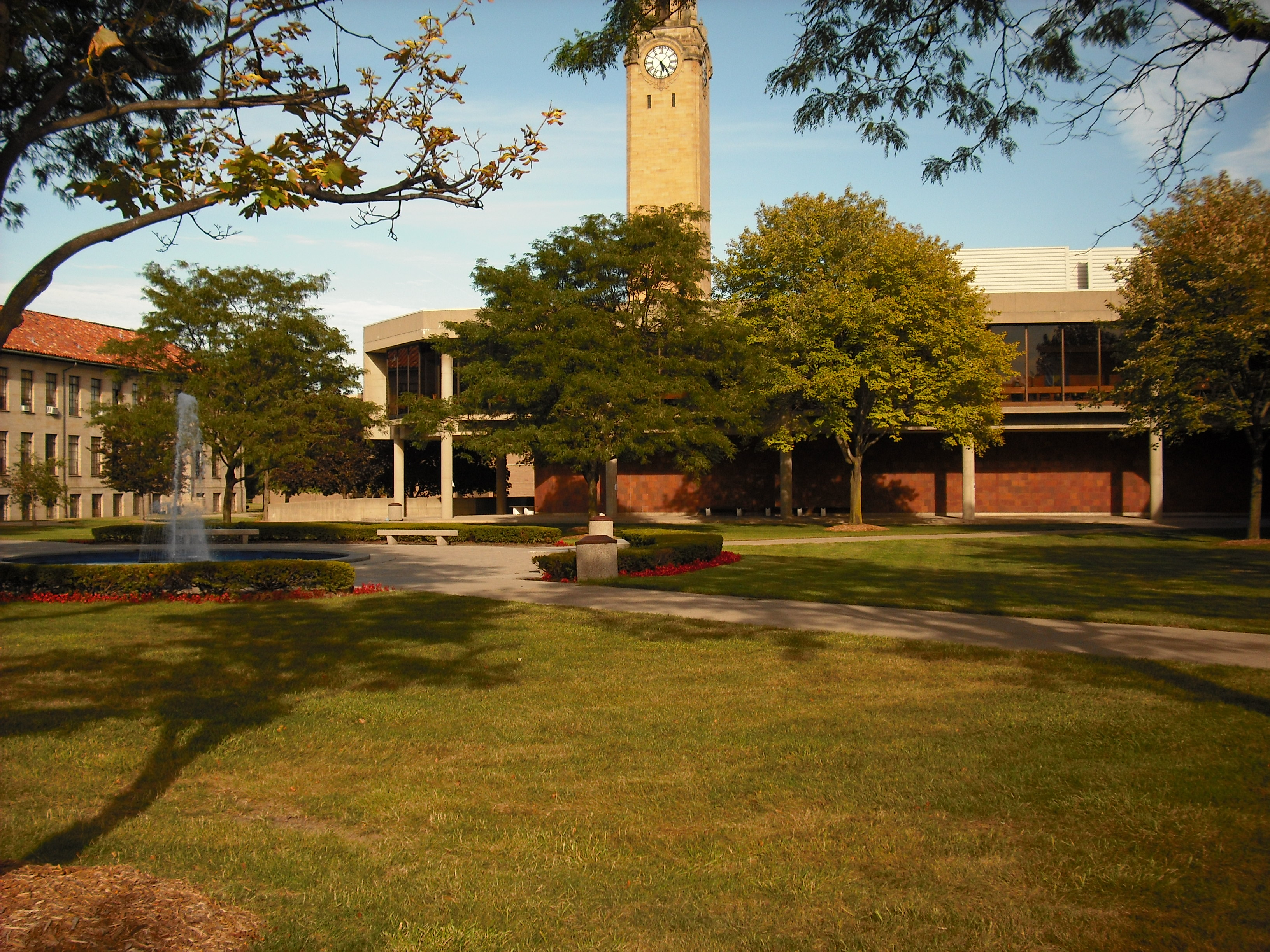
Фішерський фонтан
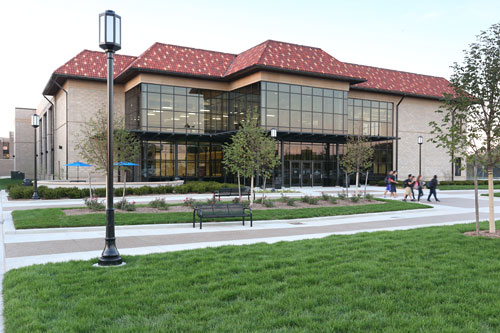
Студентський фітнес-центр
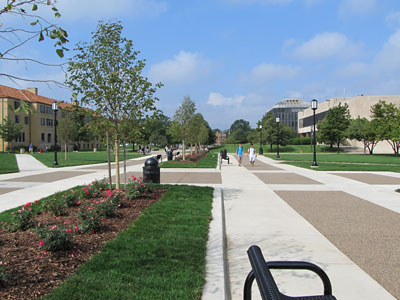
Торговий центр імені Лілля Б. Касаба у 2012 році
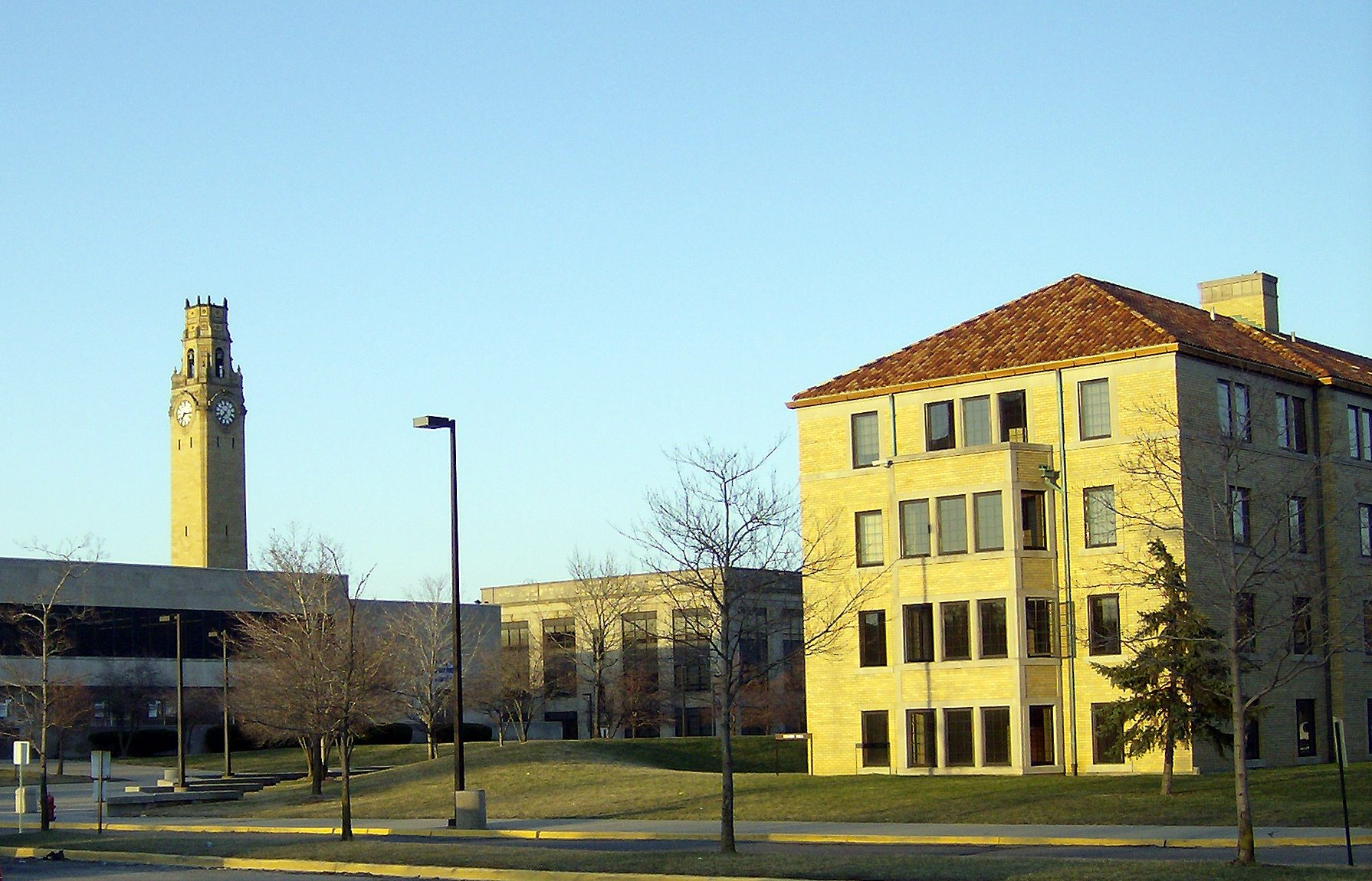
Вид кампусу з північно-східної стоянки автомобілів
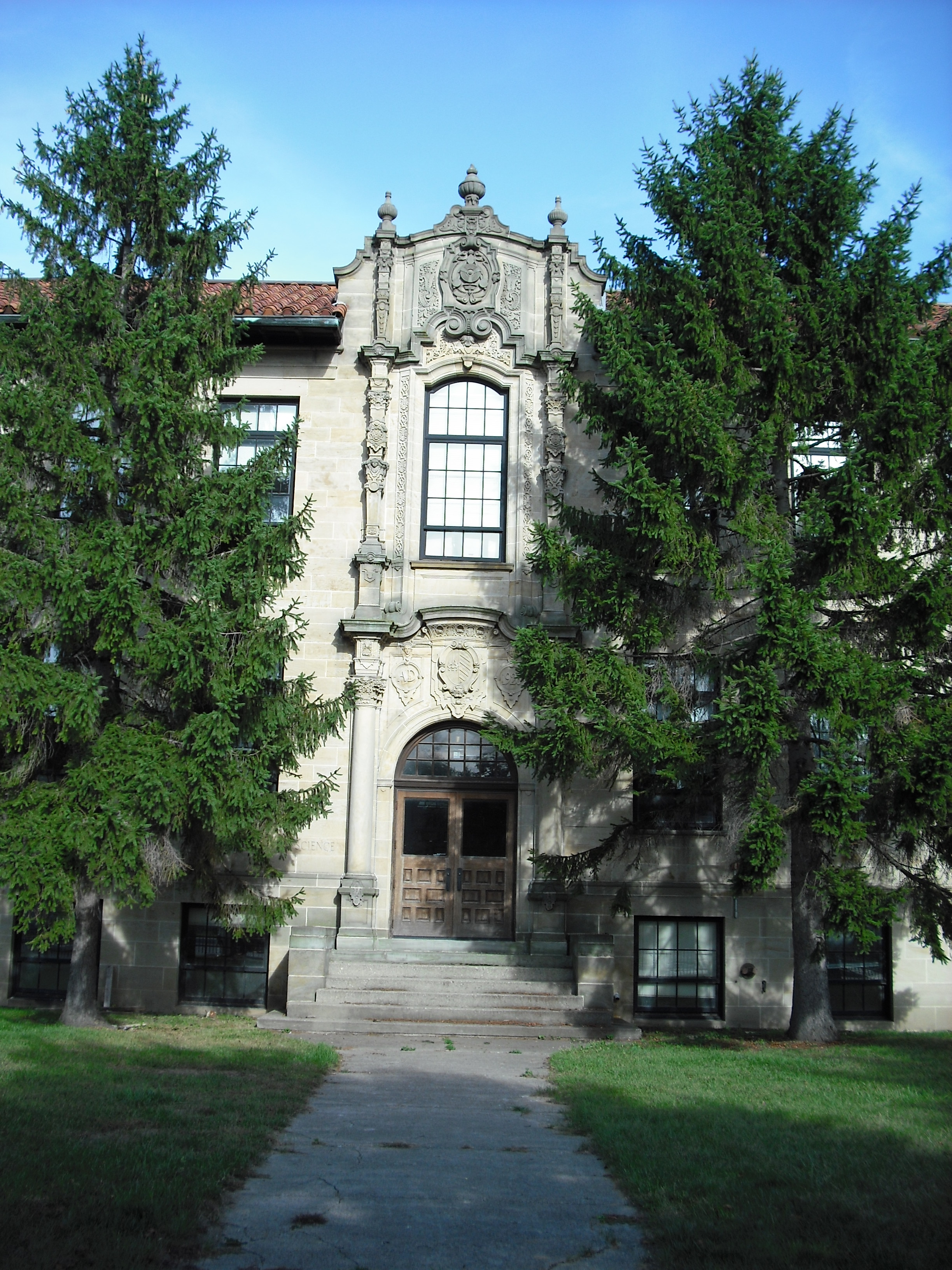
Будівля Воррена Лоранджера
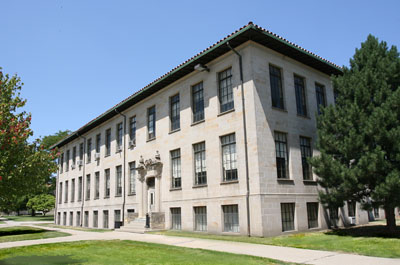
Хімічний корпус
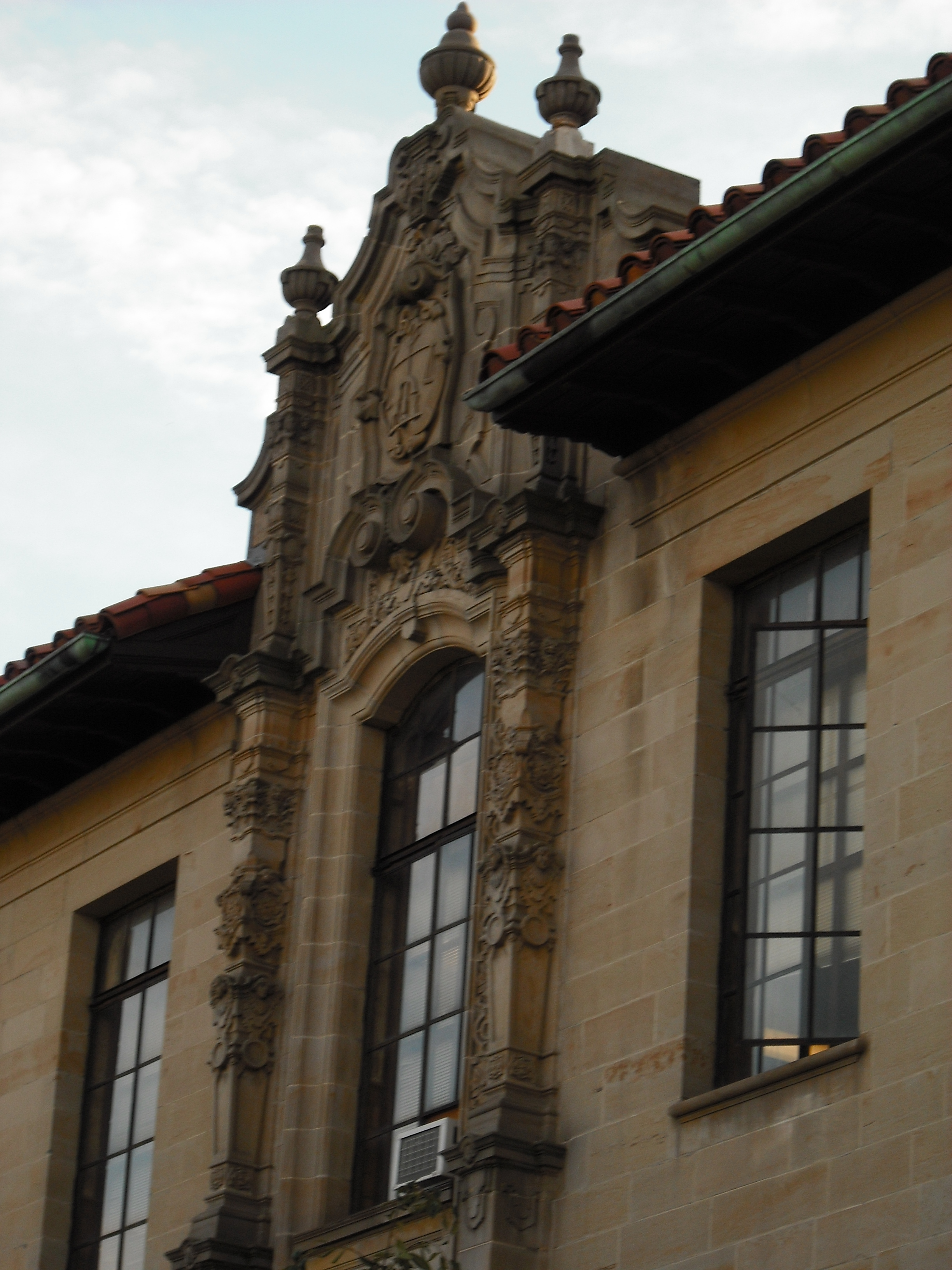
Фрагмент будівлі Хімічного корпусу
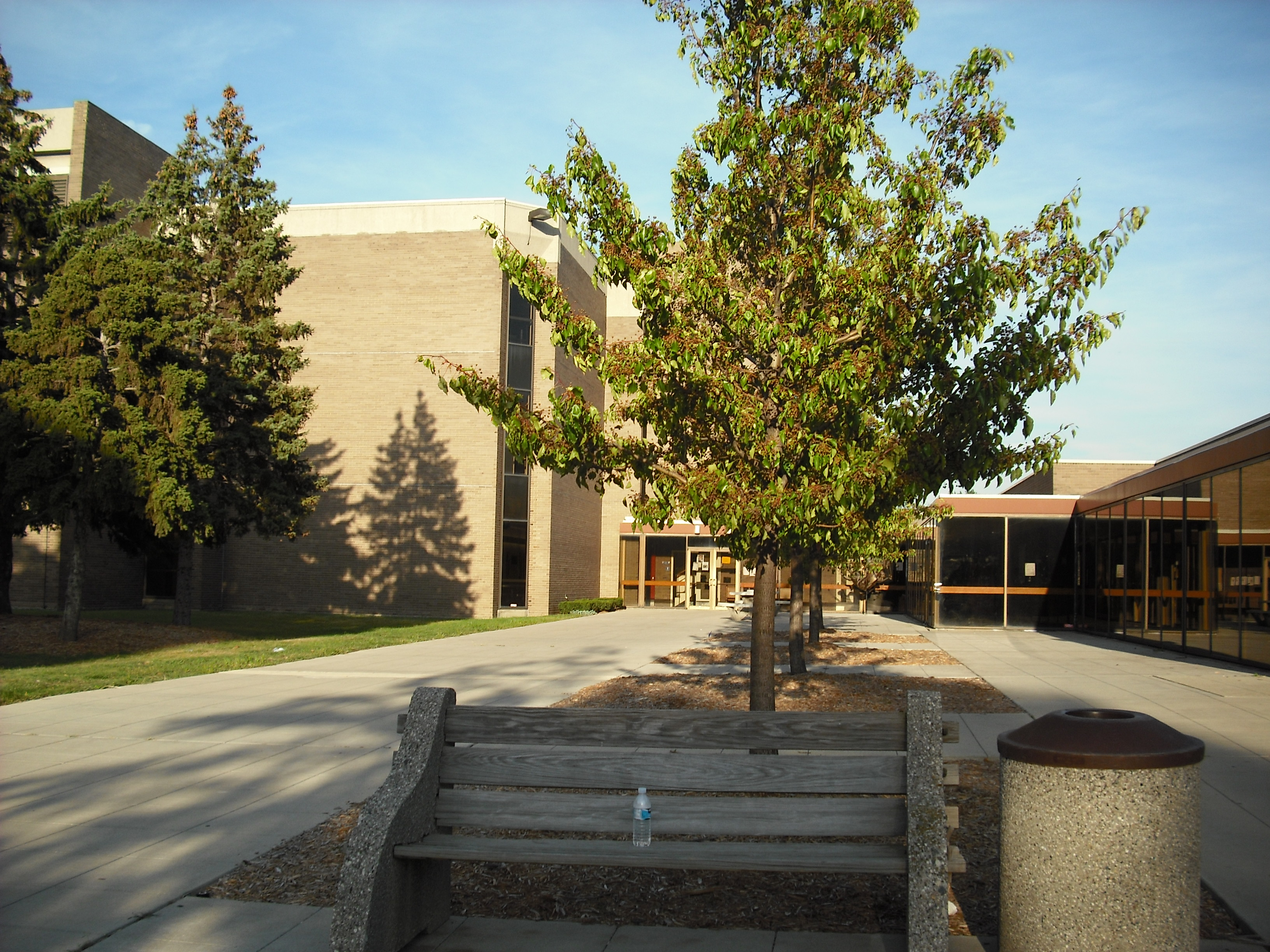
Фордівський корпус наук про життя
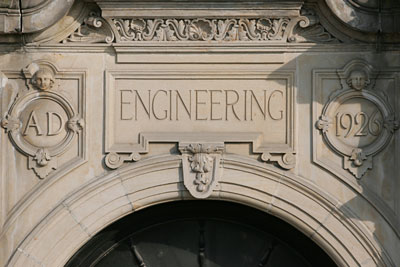
Фрагмент будівлі Інженерного корпусу
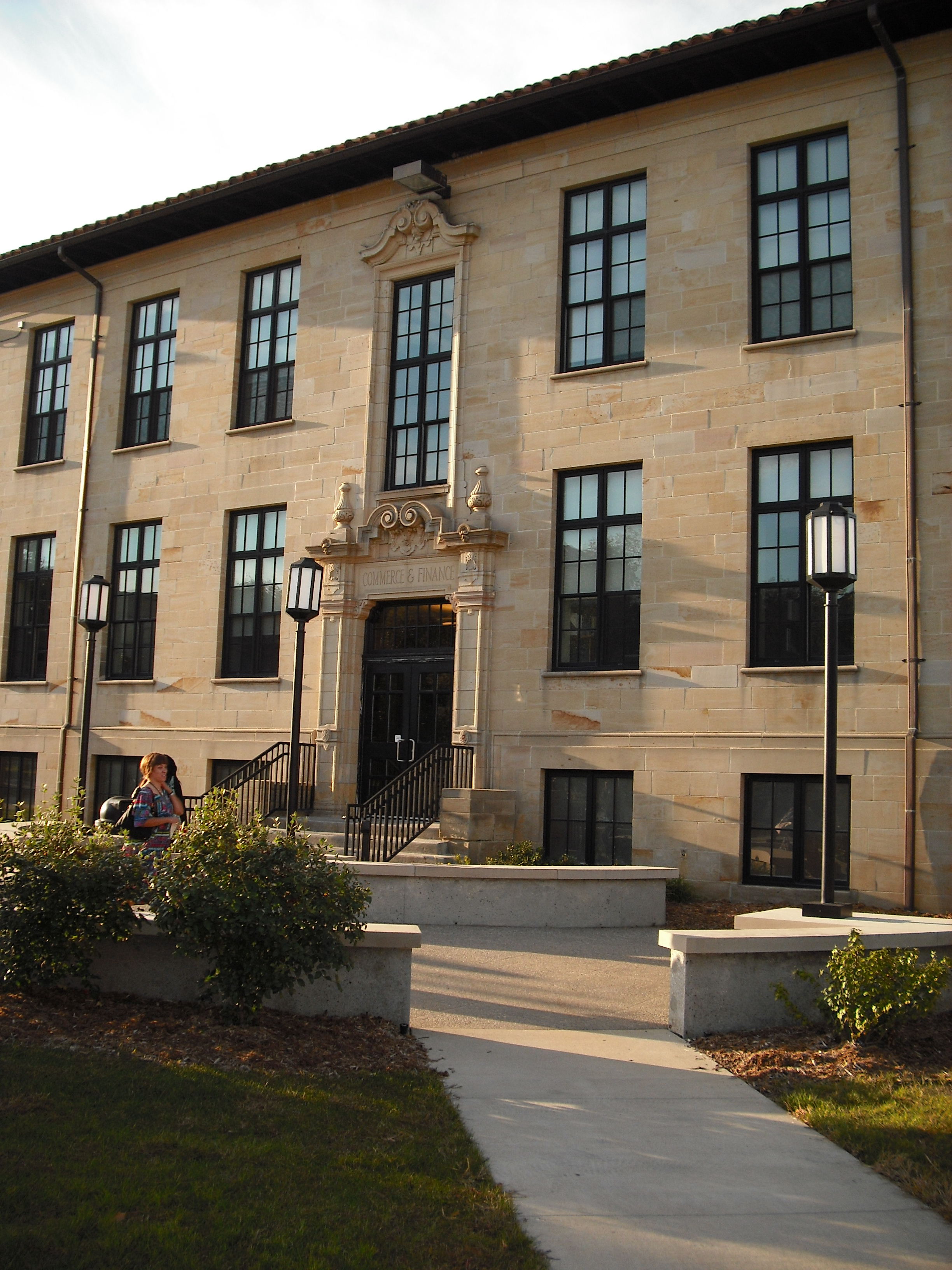
Торгово-фінансовий корпус
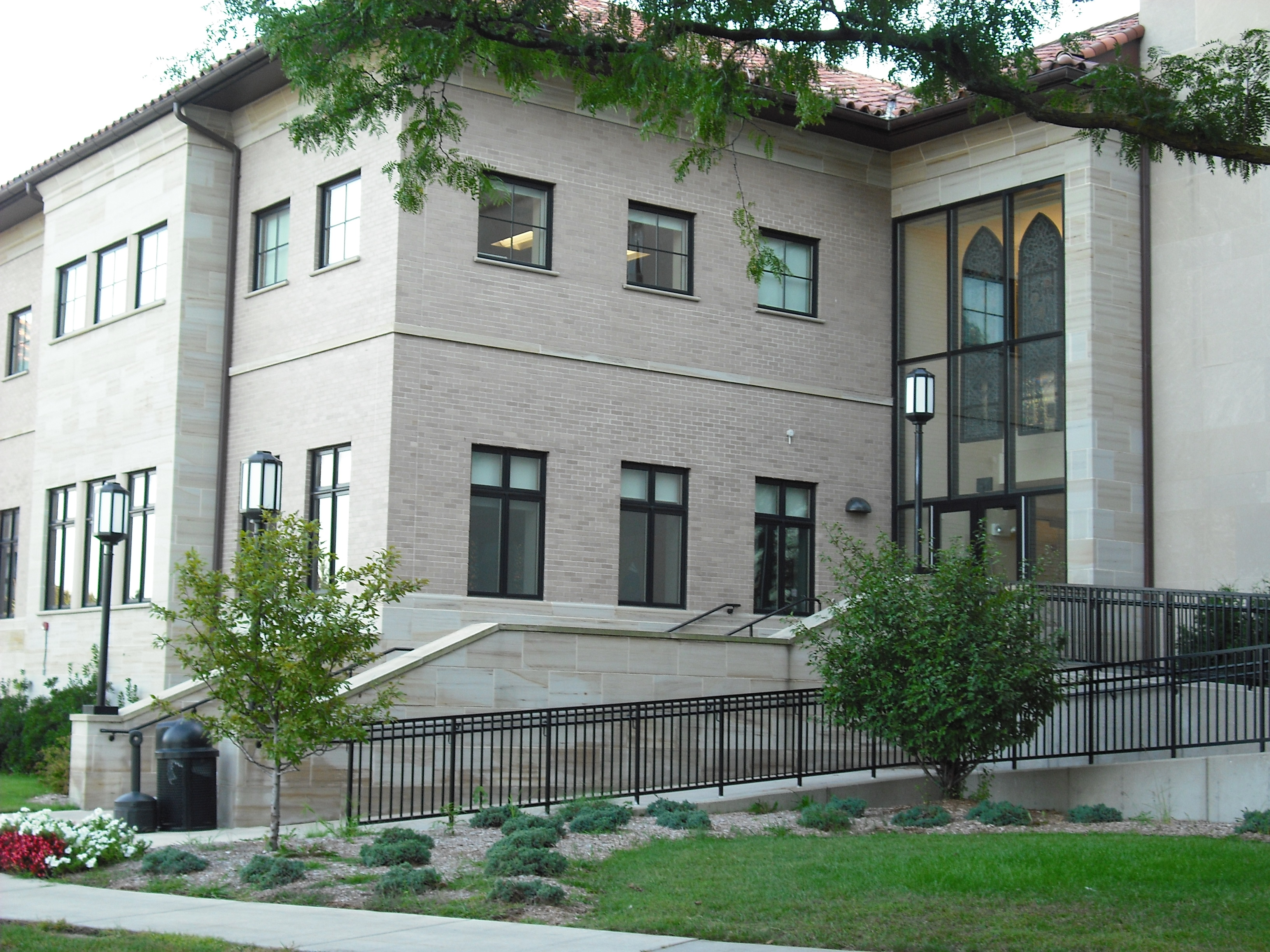
Коледж медичних професій
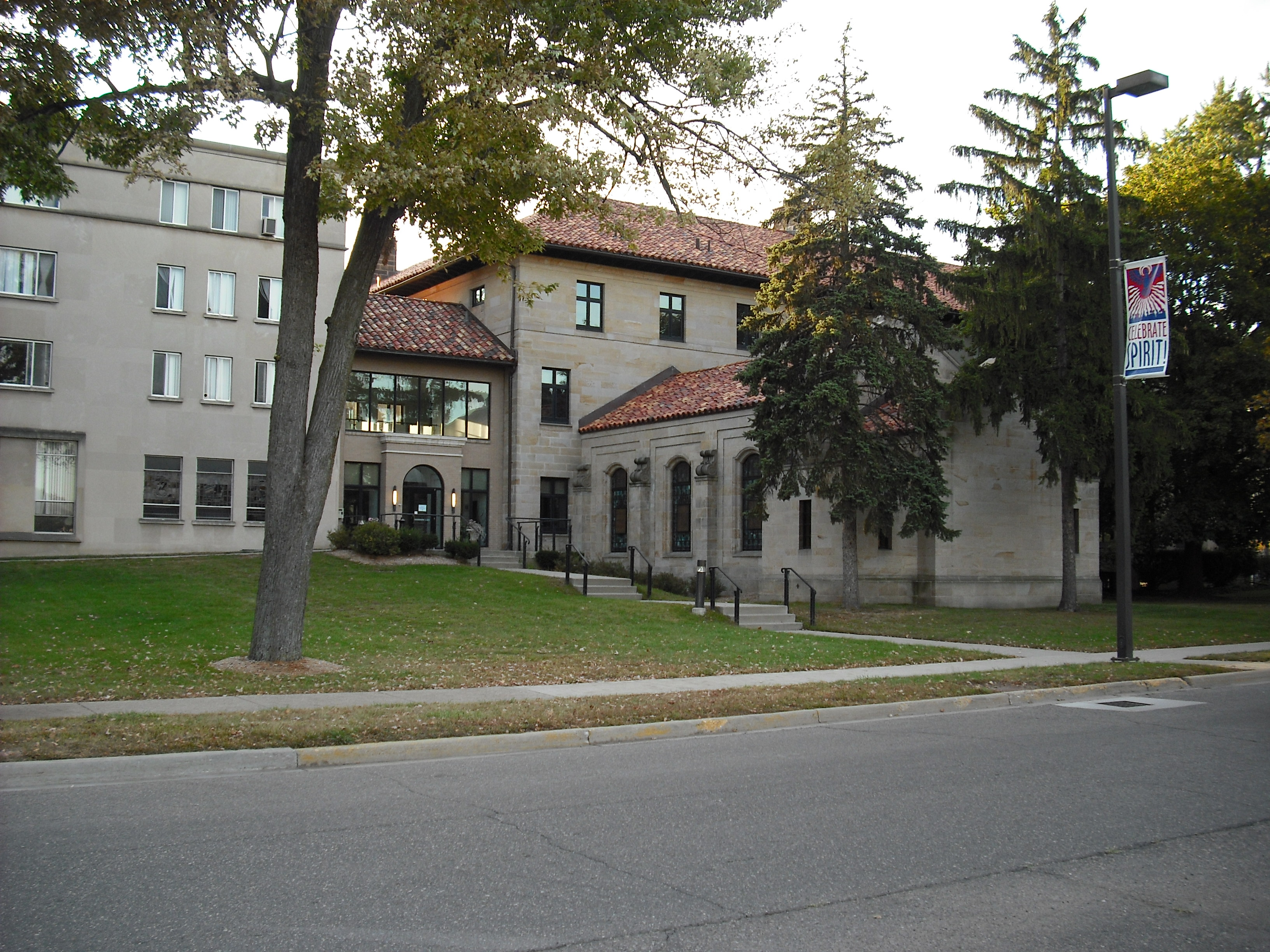
Ленсінґ-Райлі-хол – єзуїтська резиденція
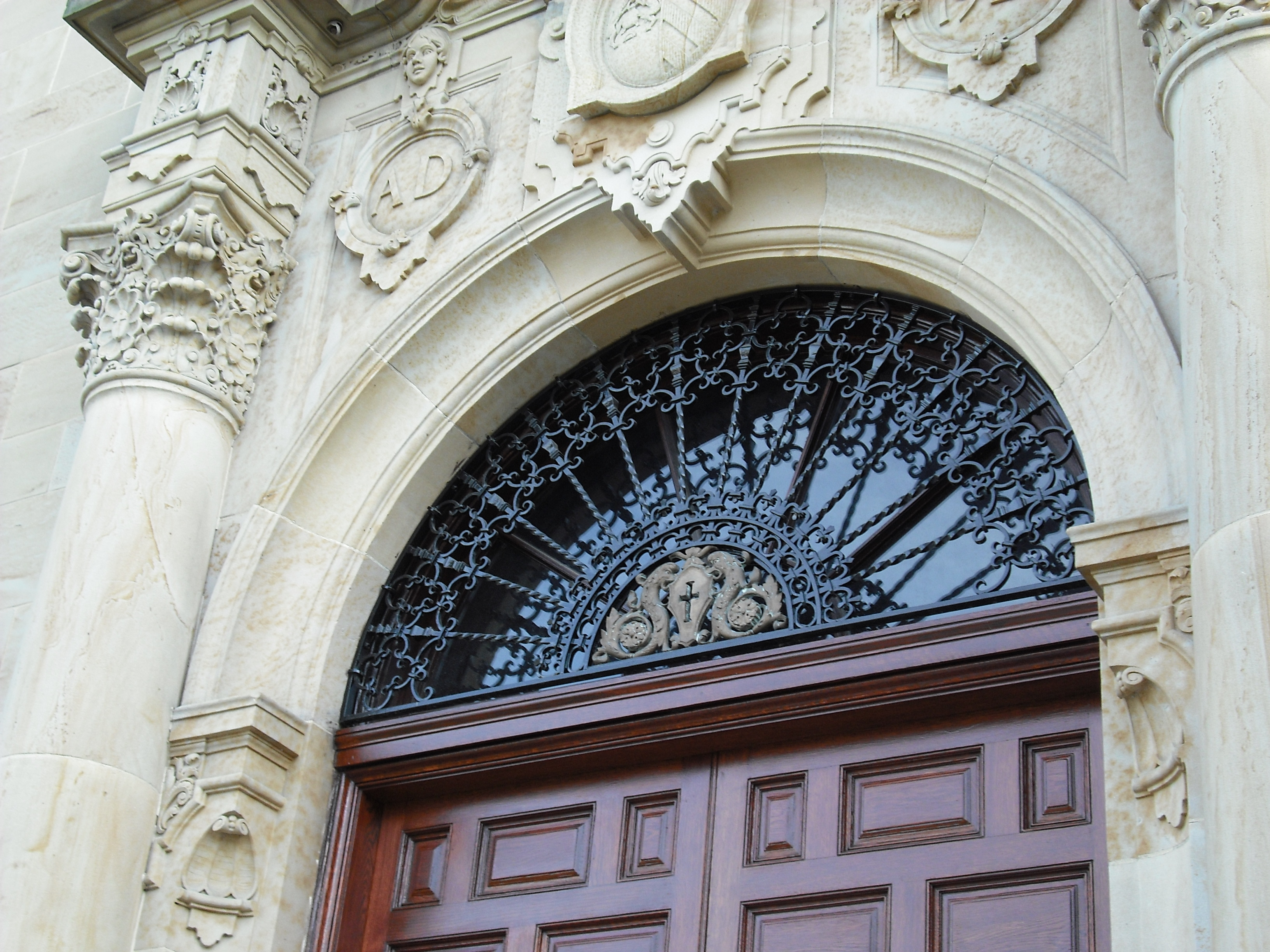
Фрагмент Ленсінґ-Райлі-холу
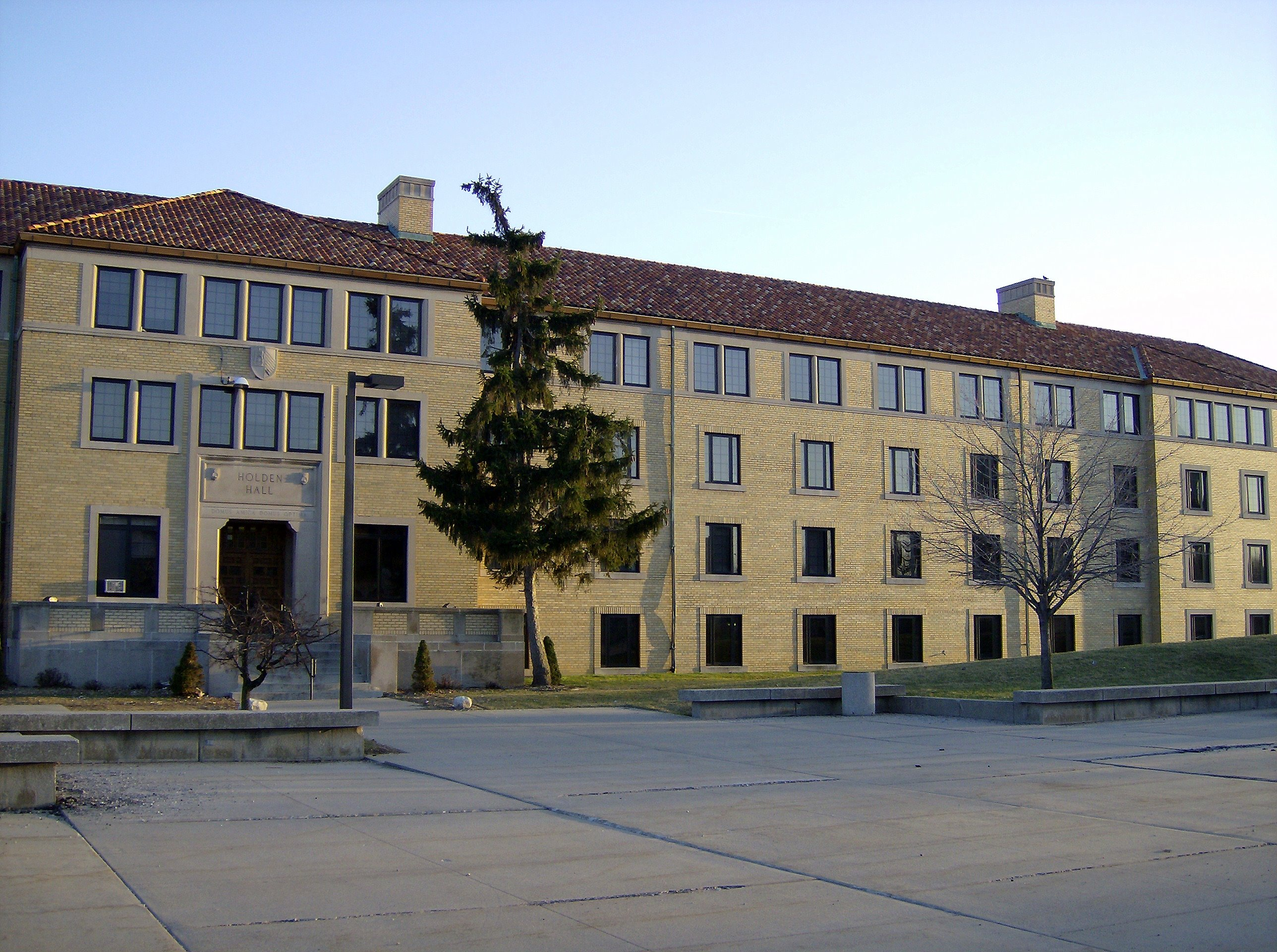
Голден-хол
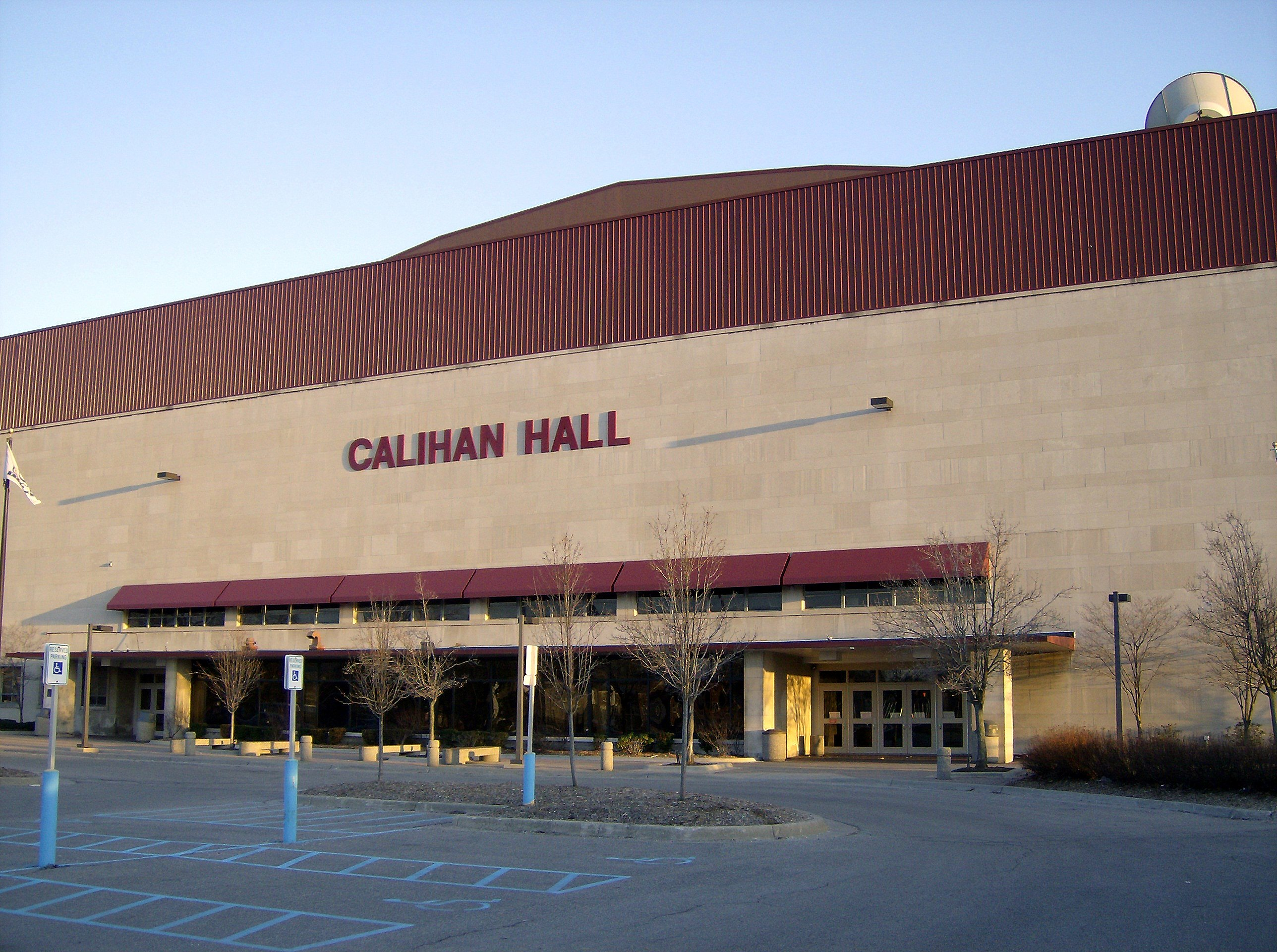
Каліган-хол
Спортивне поле та доріжка
Спортивне поле

### Ріверфронт-кампус
Цей кампус знаходиться в центрі Детройта, і там розташована Школа права.

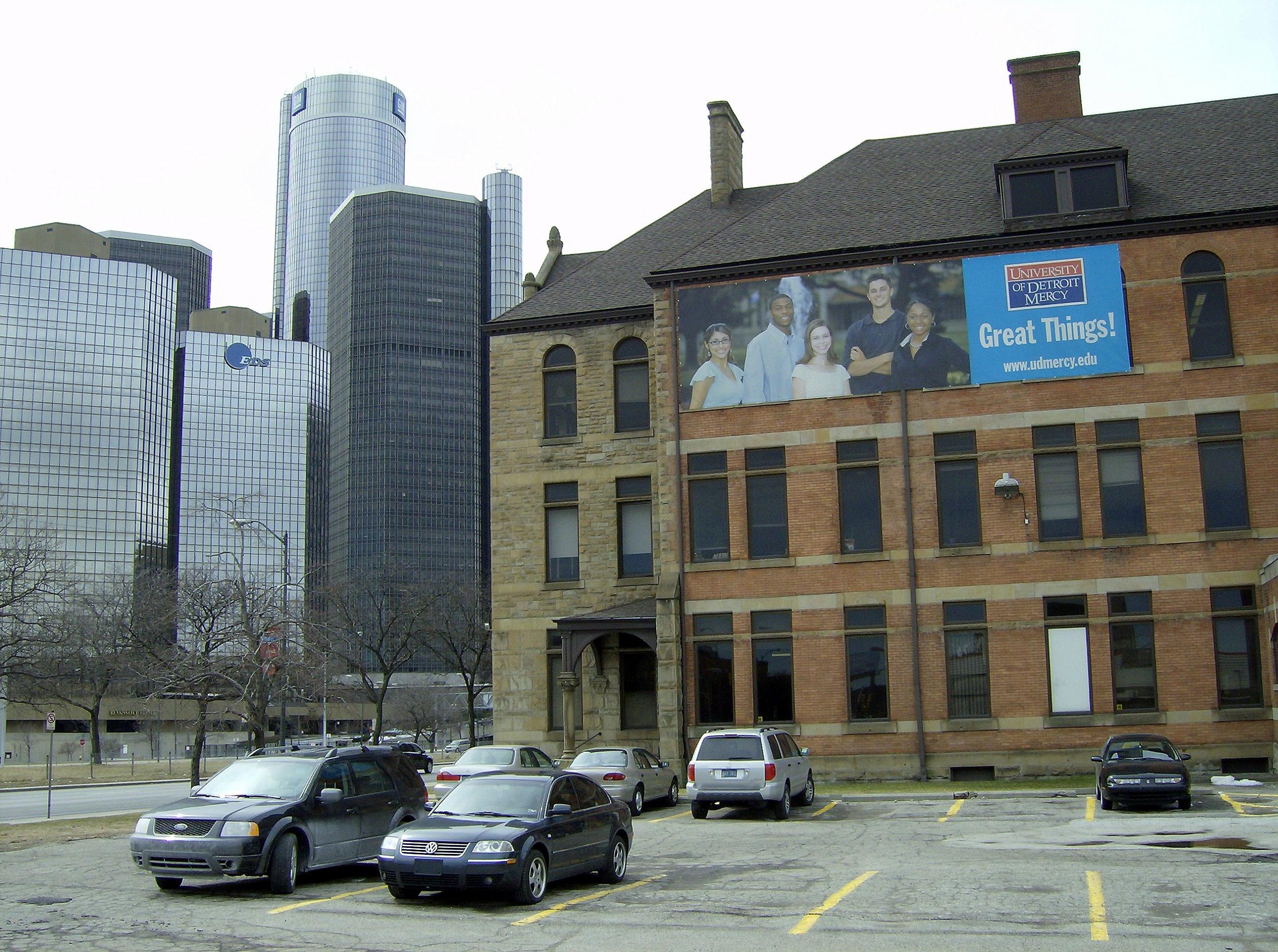
Школа права Детройтського університету Мерсі
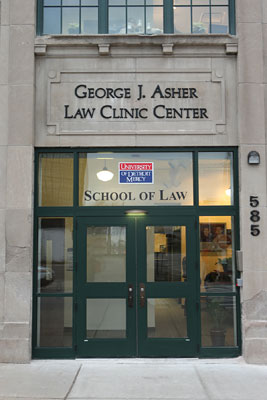
Юридична клініка ім. Джорджа Дж. Ешера
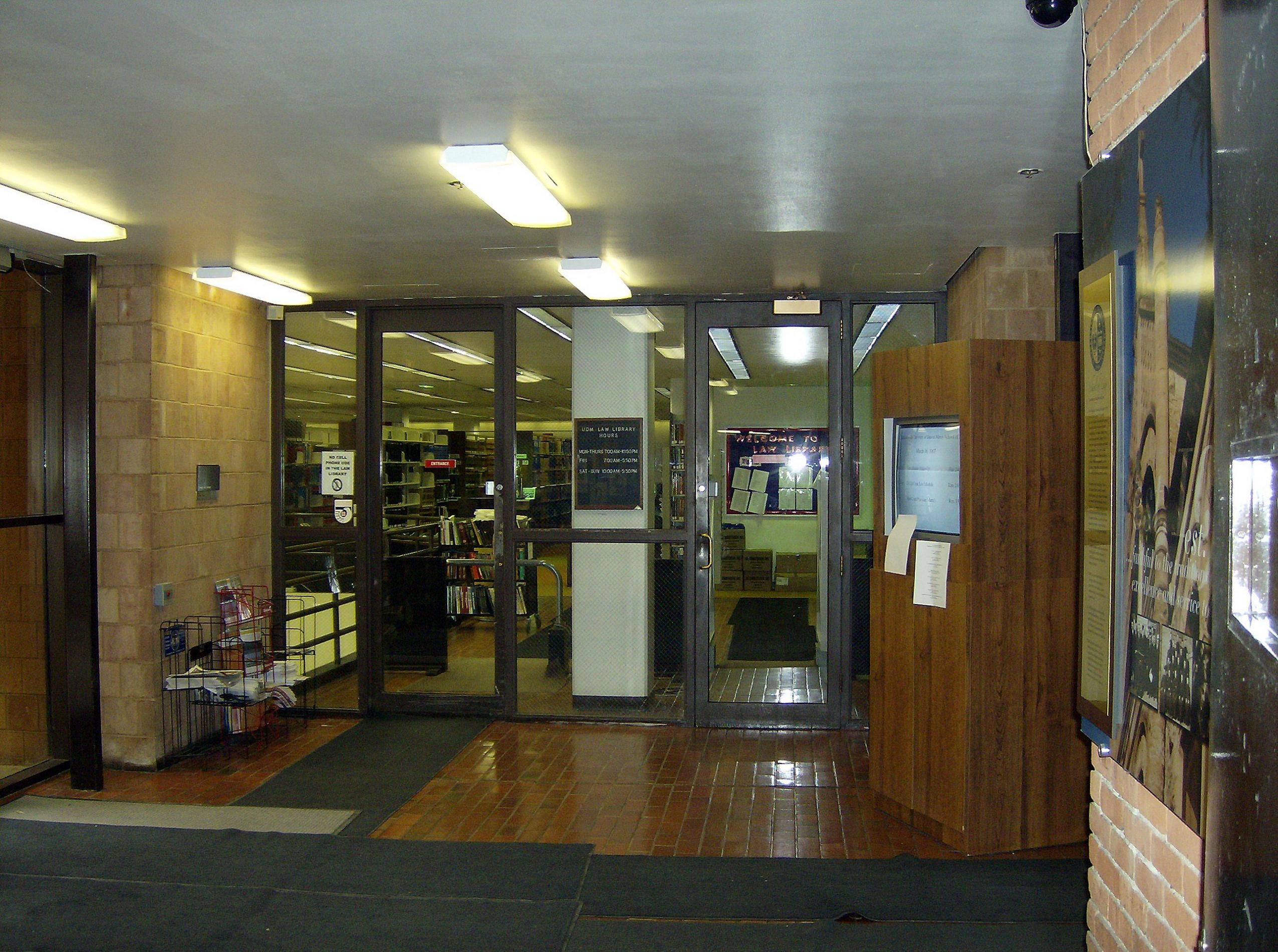
Юридична бібліотека ім. Кресґе

### Корктаун-кампус
В Корктаун-кампусі з 2008 року розміщується Стоматологічна школа та стоматологічна клініка.

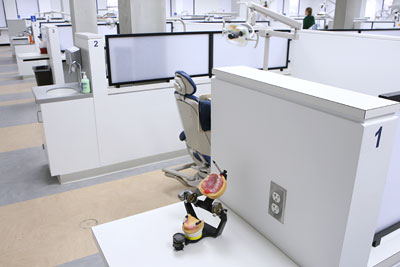
Стоматологічна школа
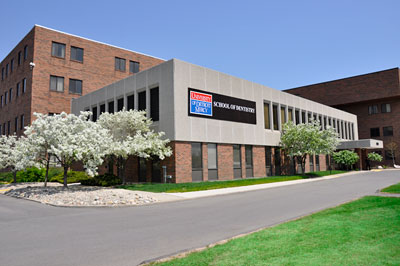
Корктаун-кампус

## Братства та сестринства
- Братства — Альфа-фі-альфа, Лямбда-тета-фі, Омега-псі-фі, Фі-бета-сигма, Фі-каппа-тета, Сигма-пі.
- Сестринства — Альфа-каппа-альфа, Дельта-сигма-тета, Гамма-фі-бета, Каппа-бета-гамма, Сигма-сигма-сигма, Дзета-фі-бета.

## Спорт
Університет Детройта Мерсі спонсорує 17 університетських спортивних команд першого дивізіону Національної асоціації студентського спорту. Університетські чоловічі та жіночі команди називаються Titans (або «Титани») і змагаються в кожному виді спорту в Лізі «Горайзон». Університетський спорт включає баскетбол, крос-кантрі, фехтування, гольф, лакрос, футбол, софтбол (тільки жіноча команда), легку атлетику (у приміщенні) і легку атлетику на відкритому просторі.
Університет також спонсорує вісім внутрішньоуніверситетських видів спорту.
Останнього разу університет здобув чемпіонство у 2019 році, коли жіноча софтбольна команда виграла чемпіонат Ліги «Горайзон». У 2014 році і жіноча команда з гольфу, і чоловіча команда з крос-кантрі завоювали титули Ліги «Горайзон» другий сезон поспіль. Чоловіча команда з лакросу виграла чемпіонат Метро-атлантичної спортивної конференції у 2013 році.
У партнерстві з WADL-TV у вересні 2014 року університетська спортивна команда «Титани» запустила власну цілодобову спортивну мережу Titan Classic Sports Network.

### Баскетбол
Чоловіча баскетбольна команда незмінно боролася за титули в Лізі «Горайзон». 13 червня 2018 року університет призначив Майка Девіса головним тренером чоловічої баскетбольної команди. Девіс, який мав досвід на турнірах Національної асоціації студентського спорту, раніше тренував у Техаському південному університеті, де він привів команду до здобуття чотирьох титулів регулярного сезону, чотирьох чемпіонатів конференційних турнірів і чотирьох виступів на турнірах Національної асоціації студентського спорту. Він привів Індіанський університет до матчу чемпіонату Національної асоціації студентського спорту 2002 року.
Рей Маккалум тренував чоловічу університетську баскетбольну команду з 2008 по 2016 рік Він привів «Титанів» до чемпіонства в чемпіонаті в Лізі «Горайзон» і участі в турнірі Національної асоціації студентського спорту протягом сезону 2011—2012 років. Попередник Маккалума, Перрі Вотсон, очолював успішну програму в Південно-Західній середній школі Детройта. Перш ніж почати працювати в Детройтському університеті Мерсі, він кілька років працював помічником тренера в Університеті Мічигану та підтримував міцні рекрутингові зв'язки в міській лізі. Протягом своїх 15 років на посаді тренера університетської баскетбольної команди Вотсон привів університетську баскетбольну команду до 10 виграшних сезонів, трьох чемпіонських титулів, двох виступів на турнірах Національної асоціації студентського спорту та фіналу чотирьох Національних запрошувальних турнірів. Два виступи «Титанів» у чемпіонатах Національної асоціації студентського спорту також завершились перемогами над Університетом Сент-Джонсом і Каліфорнійським університетом у Лос-Анджелесі. Між 1997–98 та 2000—2001 роками «Титани» провели чотири поспіль сезони з 20 перемогами.
Дік Вітале, найвідоміший коментатор студентського баскетболу в мережі ESPN, був головним тренером чоловічої баскетбольної команди протягом чотирьох сезонів (1973—1977), перш ніж стати спортивним директором університету в 1977–78 роках. Наступного року він пішов тренувати «Детройт Пістонс» . У свій останній рік як головний тренер у 1977 році, Вітале привів «Титанів» до університетського рекорду — 25 перемог і 1/8 фіналу турніру Національної асоціації студентського спорту 1977 року. Вітале продовжував тренувати «Детройт Пістонс», перш ніж розпочати свою телевізійну кар'єру на ESPN у 1979 році, і був коментатором першої університетської баскетбольної гри, яку транслювала нова мережа. Як провідний аналітик студентського баскетболу, він допоміг зробити мережу невід'ємною частиною популярності гри. Автор шести книг, у яких розповідається про його кохання до баскетболу, Вітале отримав Медіапремію Курта Гоуді від Баскетбольної зали слави імені Нейсміта (1998), виграв нагороду Національної асоціації баскетбольних тренерів — нагороду «За визнання заслуг» імені Кліффа Велса (баскетбольний тренер та адміністратрор) у 2000 році, та став лауреатом Зали слави студентського баскетболу в 2008 році. У 2011 році Детройтський університет Мерсі назвав свій баскетбольний майданчик у Каліган-холі на його честь.

### Американський футбол
«Титани» грали в американський футбол з 1896 по 1964 рік. У 1928 році команда виступила на чемпіонаті країни з студентського американського футболу з результатом 9–0. Ґас Дорейс, тренер «Титанів» з 1925 по 1942 рік, став лауреатом Зали слави студентського американського футболу в 1954 році. Є меморіальна дошка, присвячена йому біля входу до спортивної арени Каліган-хол. Він також тренував «Детройт Лайонс», що грали в НФЛ.

## Відомі люди

### Відомі випускники
- Девід Патрік Келлі — актор
- Джозеф Маккарті — колишній радіоведучий на детройтській станції WJR
- Джордж Нурі — ведучий радіоток-шоу
- Отмар Шафнауер — головний операційний директор команди Формули-1 Sahara Force India;[34] колишній керівник програм у Ford[35]
- Андреас Блас — математик і професор Мічиганського університету
- Кевін Бойл — лауреат Національної книжкової премії 2004 року за книгу «Арка справедливості: Сага про расу, громадянські права та вбивства в епоху джазу» ; Професор історії Університету штату Огайо
- Елмор Леонард — автор, за кількома книгами якого знято фільми
- Річард Ф. Абель — колишній бригадний генерал ВПС США
- Дадлі Рендалл — поет, бібліотекар, поет-резидент
- Пол Бікл — колишній директор Центру льотних досліджень НАСА
- Ґлінн Ланні — керівник польотів НАСА
- Ґері Габермас — доктор філософії, філософський теолог і апологет ; захисник історичного Христового Воскресіння
- Кіген-Майкл Кі — актор (Animal Planet)
- Джозеф М. Брейтенбек, восьмий єпископ Гранд-Рапідса, з 1969 по 1989 рік
- Даріо Гантер — перший мусульманин, який став рабином
- Дейл Джозеф Мелчек- третій єпископ Єпархії Ґері, з 1996 року
- Тед Реймі — актор, найбільш відомий своїми ролями в серіалах «Морські пригоди» і «Ксена: принцеса-воїн»
- Стівен Дж. Райка — єпископ Єпархії Бірмінгему (Алабама)
- Френсіс Р. Райс — єпископ-помічник Єпархії Детройта, 2003—2015
- Теодор Левін — суддя окружного суду США (1946—1970); батько Чарльза та Джозефа Левінів; дядько сенатора Карла Левіна та члена Палати представників США Сандера Левіна
- Гері Пітерс — сенатор США від Мічигану, колишній член Палати представників США від 9-го виборчого округу Мічигану
- Річард Аррінґтон-молодший, перший афроамериканець, мер Бірмінгема, штат Алабама
- Джейн Дьюар Шаберг (1977—2012) — професор релігієзнавства та жіночих досліджень
- Вінсент М. Бреннан — мічиганський політик
- Джеймс Х. Бріклі — 54-й і 56-й віце-губернатор штату Мічиган і суддя Верховного суду штату Мічиган у 1982—1999 роках
- Верн Б'юкенен — конгресмен-республіканець, який представляє 16 округ Флориди
- Джером Кавана — мер Детройта, 1962—1970
- Боб Констан — Палата представників штату Мічиган
- Роман С. Ґріббс — мер Детройта, 1970—1974, суддя Апеляційного суду Мічигану
- Френк Дж. Келлі — генеральний прокурор Мічигану, який найдовше пропрацював на цій посаді в історії Мічигану (1961—1998)
- Ґреґ Матіс — суддя окружного суду штату Мічиган у відставці та суддя телешоу
- Таддеус Маккоттер — колишній член Палати представників США від 11-го виборчого округу Мічігану (2003—2012)
- Зенаїда Мойя — мер міста Беліз, Беліз, 2006—2012
- Томас Патрік Торнтон — федеральний суддя Сполучених Штатів
- Дейв Дебушер (1940—2003) — баскетболіст, лауреат Залу слави НБА, грав у баскетбол за «Детройт Пістонс» і «Нью-Йорк Нікс», тренер «Пістонс»; також грав у бейсбол за «Чикаго Вайт Сокс».
- Віллі Грін — баскетболіст НБА Орландо Меджик, помічник тренера «Голден Стейт Ворріорз», головний тренер «Нью-Орлеан Пеліканс».
- Спенсер Гейвуд — баскетболіст, золотий медаліст Олімпійських ігор, 4-разовий учасник Матчу всіх зірок НБА, лауреат Залу слави баскетболу імені Нейсміта

### Відомі викладачі
- Річард Бакмінстер «Бакі» Фуллер — позаштатний викладач професор Школи архітектури, 1970 р.[36]
- Френк Мерфі — викладач права; Мічиганський юрист; мер Детройта ; Губернатор штату Мічиган ; останній генерал-губернатор Філіппін ; і перший верховний комісар Філіппін, генеральний прокурор Сполучених Штатів і суддя Верховного суду США
- Джойс Керол Оутс — письменниця; опублікувала свій перший роман «І, здригаючись, падаю…», коли їй було 26 років; її роман «Їхні життя» отримав Національну книжкову премію в 1970 році; викладає в Принстонському університеті з 1978 року
- Дік Вітале  — баскетбольний тренер і телеведучий, був головним тренером чоловічої баскетбольної команди «Титани» у 1973-77 роках.